# Standesherrschaft Sonnewalde
Die Herrschaft Sonnewalde, oder Standesherrschaft Sonnewalde, war eine territoriale Verwaltungseinheit des 1806 in ein Königreich umgewandelten Kurfürstentums Sachsen. Sie stand bis zur Abtretung an Preußen 1815 unter dem Obergericht des Kurkreises.
In ihrer staatsrechtlichen Stellung schwankte sie zwischen dem sächsischen Kurkreis in Bezug auf die Lehen und dem Markgraftum Niederlausitz wegen der Schatzung. Innerhalb des Kurfürstentums Sachsen war sie als Freie Standesherrschaft herausgehoben und im Range den Rittergütern übergeordnet.

## Geographische Lage
Das Gebiet der Standesherrschaft Sonnewalde lag im Westen der Niederlausitz zwischen Luckau im Norden und Finsterwalde im Süden. Die südliche Herrschaftsgrenze bildete die Kleine Elster. Durch das Herrschaftsgebiet wurde der Westteil des Amts Dobrilugk vom restlichen Markgraftum Niederlausitz getrennt. Das Amtsgebiet liegt heute im Land Brandenburg und gehört zum Landkreis Elbe-Elster.

## Angrenzende Verwaltungseinheiten
|               | Markgraftum Niederlausitz (Stadt Luckau)    |                                                      |
| Amt Schlieben | Kompassrose, die auf Nachbargemeinden zeigt | Markgraftum Niederlausitz (Ritterschaft Luckau)      |
|               | Amt Dobrilugk                               | Markgraftum Niederlausitz (Standesherrschaft Drehna) |

## Geschichte

### Markgraftum Niederlausitz
Die Herrschaft Sonnewalde wurde erstmals im Jahre 1255, die Burg Sonnewalde im Jahre 1301 erwähnt. Zu dieser Zeit war sie Teil des Markgraftums Niederlausitz und war Lehen der böhmischen Krone. In dieser Zeit waren die Herren von Ihleburg Besitzer der Herrschaft. Botho der Ältere von Ihleburg (1379–1430) siedelte 1414 nach Sonnewalde über. Sein gleichnamiger Sohn (1430–1480) war ab 1450 Landvogt der Lausitz.

### Kurfürstentum Sachsen
Durch Kauf kam die Herrschaft im Jahr 1477 an das Kurfürstentum Sachsen. Während die Herrschaft nun in Bezug auf die Lehen Teil des wettinischen Kurfürstentums Sachsen war, blieb sie betreffend der Schatzung Teil des Markgraftums Niederlausitz.
Der sächsische Kurfürst belehnte im Jahr 1481 Ritter Hans von Minckwitz mit der Herrschaft Sonnewalde. Seit der Leipziger Teilung 1485 gehörte die Herrschaft zur albertinischen Linie der Wettiner.
Die Söhne von Hans von Minckwitz waren eifrige Befürworter der Reformation und setzten 1522 in Sonnewalde einen lutherischen Prediger ein. Den Brüdern von Minckwitz gehörten auch die benachbarte Herrschaft Drehna und die Herrschaft Finsterwalde (als sächsisches Lehen).

### Haus Solms unter kursächsischer Oberherrschaft

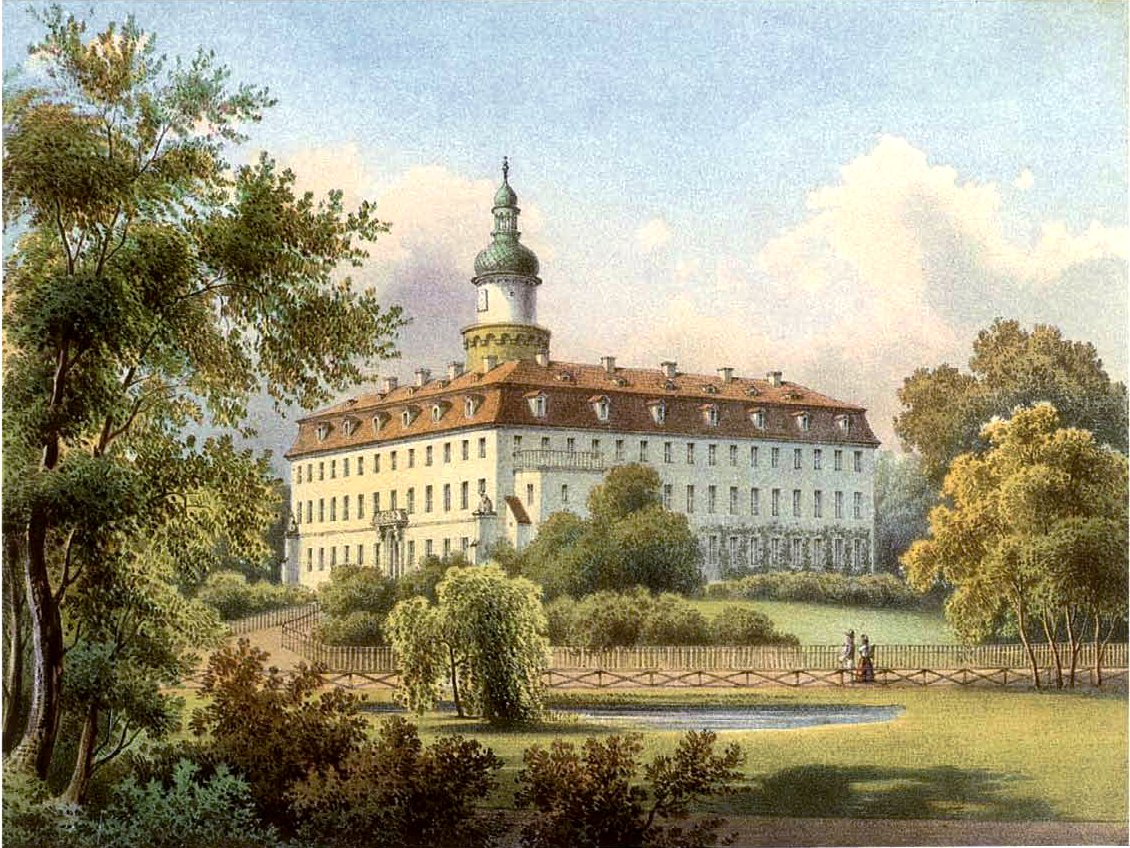
Schloss Sonnewalde um 1861/62, Sammlung Alexander Duncker, 1949 durch Brandstiftung zerstört

1537 verkauften die von Minckwitz die Herrschaft Sonnewalde an Graf Philipp von Solms-Lich, wodurch die Seitenlinie Solms-Sonnewalde begründet wurde.
Nach dem Schmalkaldischen Krieg im Jahr 1547 (Wittenberger Kapitulation) erhielt das albertinische Herzogtum Sachsen den Kurkreis mit seinen Ämtern von den Ernestinern. Die bereits albertinische Herrschaft Sonnewalde kam unter die Oberherrschaft des nun ebenfalls albertinischen Kurkreises im Kurfürstentum Sachsen.
Graf Otto zu Solms-Laubach (1550–1612) war der erste, der in Sonnewalde residierte. Er legte 1582 den Grundstein zum Bau von Schloss Sonnewalde. 1596 kaufte er die Standesherrschaft Baruth von denen von Schlieben. 1602 fiel ihm aufgrund der Erbverbrüderung auch die Herrschaft Wildenfels (südwestlich von Zwickau) anheim. Bis 1815 wurde die Herrschaft Sonnewalde von verschiedenen Linien des Hauses Solms regiert.
Der kursächsische Justizamtmann im Amt Schlieben und sein Kollege, der Amtsverwalter, waren in Gerichts- und Verwaltungsangelegenheiten in begrenztem Umfang auch für die Standesherrschaft Baruth und die lehnsrechtlich zum angrenzenden Markgraftum Niederlausitz gehörende Standesherrschaft Sonnewalde der Grafen zu Solms zuständig.

### Haus Solms unter preußischer Oberherrschaft
In Folge der Niederlage des Königreichs Sachsen wurden auf dem Wiener Kongress im Jahr 1815 Gebietsabtretungen an das Königreich Preußen beschlossen, was u. a. den gesamten Kurkreis mit seinen Ämtern und Herrschaften betraf. Die Standesherrschaft Sonnewalde wurde dem neu gebildeten Landkreis Luckau im Regierungsbezirk Frankfurt der preußischen Provinz Brandenburg zugeordnet. Der preußische Vertreter auf dem Wiener Kongress war Fürst Karl August von Hardenberg und dessen Assistent war Graf zu Solms-Sonnewalde.
Nach dem Aussterben der in Sonnewalde regierenden Solmser Linie wurde die Herrschaft nach 1814 an die Linie zu „Solms und Tecklenburg“ verlehnt. Der Besitz der Standesherrschaft Sonnewalde gewährte dem Haus Solms eine Virilstimme auf der Herrenbank der Provinziallandtage der Kurmark Brandenburg und der Niederlausitz sowie einen erblichen Sitz im Preußischen Herrenhaus. Letzter Standesherr zu Sonnewalde mit Peterhof, Clementinenhof, Georgshof, Kleinkraußnigk, Anteile in damals Wendisch Drehna sowie Zeckerin war nach dem Genealogischen Handbuch des Adels der Rittmeister Wilhelm Theodor Friedrich Graf zu Solms-Sonnenwalde (1886–1981), verheiratet mit Isabelle Gräfin Bentick (1889–1981). Die Sonnewalder Besitzungen hatten um 1929 eine Gesamtgröße von 5053 ha. Auf den einzelnen Rittergütern arbeiteten der Rentmeister an der Spitze, Verwalter und Förster und zwei Pächter, u. a. Ignatz von Kuczkowski in Clementinenhof. Weitere Begüterungen bestanden seit Generationen denen zu Solms-Sonnenwalde gehörend in Pouch, Anhalt, und in der Oberlausitz Wurschen. Die Familie zu Solms lebte dann in den Niederlanden und erwarb Schloss Wurschen 1997 zurück.

## Zugehörige Orte
Städte
- Sonnewalde

| - Brehnitz - Dabern - Friedersdorf - Goßmar | - Groß-Krausnigk (1937 germanisiert zu Großkrausnik) - Klein-Krausnigk (1937 germanisiert zu Kleinkrausnik) - Möllendorf - Ossagk (1937 germanisiert zu Ossak) | - Pahlsdorf - Piessigk (1937 germanisiert zu Pießig) - Presehna (1937 germanisiert zu Birkwalde) - Schönewalde | - Wehnsdorf - Wendisch Drehna (1937 germanisiert zu Walddrehna) - Zeckerin |

Rittergüter
- Hillmersdorf
- Proßmarke

Wüstungen
- Schadau (Schadewitz)

## Linien des Hauses Solms mit Namen Sonnewalde
- Solms-Sonnewalde (1561–1615)
- Solms-Sonnewalde (seit 1607 bzw. 1627)
  - Solms-Sonnewalde-Pouch (seit 1688/1711/1728)
  - Solms-Sonnewalde-Rösa (seit 1688/1711/1728)
  - Solms-Sonnenwalde (seit 1688/1711/1728)

Siehe auch:
- Solms-Sonnewalde

## Sekundärliteratur
- Solms-Sonnenwalde. In: Rudolph zu Solms-Laubach: Geschichte des Grafen- und Fürstenhauses Solms. Verlag C. Adelmann, Frankfurt am Main 1865, S. 230 ff. MDZ
- Karlheinz Blaschke, Uwe Ulrich Jäschke: Kursächsischer Ämteratlas 1790. Verlag Klaus Gumnior, Chemnitz 2009, ISBN 978-3-937386-14-0.
- Gottfried Graf Finck v. Finckenstein, Christoph Franke: Gothaisches Genealogisches Handbuch der Fürstlichen Häuser I. Band 1 der Gesamtreihe GGH. Verlag des Deutschen Adelsarchivs, Marburg (Lahn) 2015, ISBN 978-3-9817243-0-1.